# پیوتر سومین
پیوتر سومین (روسی: Пётр Иванович Сумин؛ ۲۱ ژوئن ۱۹۴۶ – ۶ ژانویهٔ ۲۰۱۱) سیاست‌مدار اهل روسیه بود.
وی فرماندار استان چلیابینسک بود.